# Bereść
Bereść – wieś w Polsce położona w województwie lubelskim, w powiecie zamojskim, w gminie Grabowiec.
W latach 1975–1998 miejscowość administracyjnie należała do województwa zamojskiego.
Wieś jest sołectwem w gminie Grabowiec. Według Narodowego Spisu Powszechnego z roku 2011 wieś liczyła 289 mieszkańców.
Wierni Kościoła rzymskokatolickiego należą do parafii św. Mikołaja w Grabowcu.

## Historia
Wieś prawa wołoskiego Bereść (Bereście), położona była na początku XVI wieku w ziemi chełmskiej województwa ruskiego. Wieś występuje w dokumentach źródłowych w 1394 r. w akcie erekcyjnym parafii grabowieckiej. W II połowie XV wieku stanowi własność rodu Nieborowskich.
Lustracja dóbr królewskich z 1564 roku wykazała tu 12 kmieci na półłankach, 5 zagrodników, oraz folwark królewski (była więc w części królewszczyzną), 2 stawy i 1 mały młyn. Ogólny dochód z tej wsi wynosił wówczas 12 zł 28 gr. Natomiast sąsiednia wieś Beresteczko (nowo osadzona) liczyła 8 kmieci i dawała dochodu rocznego 7 zł 22 gr.
W początkach XVII w. Bereść należała do Adama Witwińskiego (Więcwińskiego) pisarza ziemskiego chełmskiego, najprawdopodobniej oddana mu we władanie w formie zastawu. W XIX wieku była to własność rodu Milowiczów. 

Spis z 1827 roku pokazał we wsi 88 domów i 481 mieszkańców.
Od XVII w. istniała parafia unicka, w 1875 przemianowana na prawosławną. Drewniana świątynia pozostawała czynna do wysiedleń ludności ukraińskiej w ostatnich latach i po II wojnie światowej, następnie została rozebrana.
W okresie międzywojennym Bereść należała do gminy Mołodiatycze.
Według spisu z 1921 r. liczyła wówczas 80 domów oraz 577 mieszkańców, w tym 11 Żydów i 462 Ukraińców.